# La Aurora (Daule)
La Aurora es una parroquia del cantón Daule en Ecuador. Se encuentra ubicado entre el río Daule y la parroquia de La Puntilla y abarca desde el inicio de la avenida León Febres Cordero hasta el kilómetro diez y medio, en el sector que limita con el cantón Samborondón, al este con la parroquia Tarifa del cantón Samborondón, al norte, limita con el cantón Daule. Se la declaró como parroquia el 24 de agosto del 2001. 
En el sector de Vía Salitre-Samborondón, se ubican muchos centros comerciales: plaza del Río, plaza Tía central, plaza Proyecto, Riocentro el Dorado, Coral Hipermercados, Mega Metales, plaza Milán, Vermont Plaza, plaza Sunset, entre otros.
En el sector se ubican 56 urbanizaciones cerradas, cuyo límite, por un lado, es Pascuales (parroquia de Guayaquil) es el puente Vicente Rocafuerte y, por otro, con el cantón Samborondón en la Y del km 10. La avenida que cruza se denomina León Febres Cordero.
En contexto. En el antiguo poblado de la parroquia La Aurora viven 400 habitantes y en las urbanizaciones 24 835. En las últimas elecciones hubo 9477 empadronados.
Se calcula que actualmente (2025) los habitantes de la Parroquia La Aurora superen los 150.000 habitantes ya que en los últimos años su crecimiento ha sido abismal.
Por otro lado #LaComunidLaAurora actualmente busca convertirse en Cantón debido al abandono que sienten por las autoridades de turno que desde hace algunos años lo tienen abandonados. Tanto así que el Alcalde de Daule, Wilson Cañizares nos ha denominado la "Gallina de los huevos de Oro" debido a que le representamos el 70% del total de los ingresos del Municipio.

## Historia
Los orígenes de La Aurora se remontan a la década de 1860, cuando destacados hacendados establecidos en la región de Estancia Vieja, el antiguo nombre de La Aurora, desempeñaron un papel fundamental al convertir el sureste del cantón Daule en una próspera zona productiva. Posteriormente, las familias Gallardo Córdova y Gallardo Luque dieron origen a la Industrial Aurora, una destacada empresa agropecuaria que se erigió como una de las más influyentes a lo largo del curso del río Daule en aquella época.
En respuesta al auge del cultivo de arroz, se construyeron dos piladoras de arroz de gran envergadura, conocidas como La Aurora y La Desgracia, junto con una planta láctea impulsada por la robusta actividad ganadera. Esta creciente demanda de productos como leche, quesos, mantequilla y ganado requirió una amplia fuerza laboral, lo que atrajo a trabajadores de otras regiones, quienes contribuyeron al crecimiento y desarrollo de la comunidad.
A principios del siglo XX, La Aurora se convirtió en un importante punto de partida y llegada para viajeros, así como en el epicentro del transporte de aprovisionamientos alimentarios hacia la región. Sin embargo, los tiempos prósperos llegaron a su fin a finales de la década de los sesenta, cuando la Industrial Aurora comenzó a enfrentar desafíos financieros que culminaron en un embargo de todos sus activos. A principios de los años setenta, con la construcción del puente de la Unidad Nacional y nuevas vías hacia Samborondón y Salitre, La Aurora experimentó una transformación hacia una comunidad más aislada.
A pesar de su declive comercial, La Aurora resurgió en el nuevo milenio con la creación de la parroquia satélite La Aurora en 2001. Hoy en día, la comunidad ha diversificado su sustento, con actividades que van desde la jardinería y la guardianía hasta la vida profesional en áreas más allá de la parroquia. Sin embargo, la agricultura y la ganadería siguen siendo parte esencial de su identidad.
En la actualidad, el crecimiento inmobiliario ha transformado significativamente la fisonomía de La Aurora, con urbanizaciones de alta densidad poblacional que comenzaron a construirse alrededor de 2006, marcando un nuevo capítulo en su historia.

## Centros Comerciales
- La Piazza Villa Club (inaugurada en 2009)
- La Piazza La Joya (inaugurada el 20 de julio de 2012)[3]
- Mix Center (inaugurado en febrero de 2016)[4]
- Palmora Plaza (inaugurada el 9 de diciembre de 2011)
- C.C Riocentro El Dorado (inaugurada en diciembre de 2015)
- Avalon Plaza (inaugurada en 2012)
- Vermont Plaza (inaugurada en febrero de 2020)